# Chesterfield
Chesterfield er en by i Chesterfield-distriktet, Derbyshire, England, med et indbyggertal (pr. 2015) på 88.963. Distriktet har et befolkningstal på 104.440 (pr. 2015). Byen ligger 212 km fra London. Den nævnes i Domesday Book fra 1086, hvor den kaldes Cestrefeld.
Byens handel er bl.a. centreret omkring Low Pavement og Vicar Lane Shopping Centre.
Byens museum, Chesterfield Museum and Art Gallery, rummer kunst og kulturgenstande.